# ميشيل افانزينى
ميشيل افانزينى (28 مارس 1989 بفينترتور في سويسرا - ) هو لاعب كرة قدم سويسري في مركز الوسط. شارك مع منتخب سويسرا تحت 19 سنة لكرة القدم ومنتخب سويسرا تحت 20 سنة لكرة القدم. أما مع النوادي، فقد لعب مع نادي سانت غالن ونادي سيرفيت ونادي فينترتور ونادي لوزان وFC Rapperswil-Jona ‏ وFC Gossau ‏.

## روابط خارجية
- ميشيل افانزينى على موقع قاعدة بيانات كرة القدم.إي يو (الإنجليزية)
- ميشيل افانزينى على موقع Soccerway.com (الإنجليزية)
- ميشيل افانزينى على موقع عالم كرة القدم.نت (الإنجليزية)